# Love over Gold
Love over Gold is een album uit 1982 van de Britse rockgroep Dire Straits. Het was het vierde studioalbum van de band, en telt slechts vijf nummers. Het album opent met "Telegraph Road", een nummer dat Mark Knopfler ook jaren later tijdens zijn tournees nog bleef spelen, als een van de weinige Dire Straits-nummers van voor het album Brothers in Arms. Daarna komt het nummer "Private Investigations", gevolgd door "Industrial Disease". Als vierde op het album staat "Love over Gold", een nummer dat Mark Knopfler speelde met zijn Ramirez-gitaar. Ook "Private Investigations" werd met deze gitaar opgenomen. Het gebeurde niet vaak dat Mark Knopfler nummers maakte met een Spaanse gitaar. Ook op de soundtrack Cal was deze gitaar veel te horen. Het album sluit af met "It Never Rains".
Het nummer "Private Dancer" zou oorspronkelijk ook op dit album komen. Het instrumentale deel was al opgenomen, maar de zang moest nog worden toegevoegd. Mark Knopfler vond het nummer echter niet bij een mannelijke zanger passen en daarom werd op het laatste moment besloten het nummer toch niet op het album te zetten. Twee jaar later gebruikte Tina Turner het nummer voor haar album "Private Dancer" alleen dan met andere musici.

## Bezetting
- Mark Knopfler - zang, gitaar
- Hal Lindes - gitaar
- Alan Clark - keyboards
- John Illsley - bas
- Pick Withers - drums
- Mike Mainieri - vibrafoon en marimbas (nummers 2 en 4)
- Ed Walsh - synthesizer

## Tracks
Alle muziek en teksten zijn geschreven door Mark Knopfler. 
| 1.                 | Telegraph Road         | 14:20 |
| 2.                 | Private Investigations | 7:00  |
| 3.                 | Industrial Disease     | 5:50  |
| 4.                 | Love over Gold         | 6:15  |
| 5.                 | It Never Rains         | 7:55  |
| Totale duur: 40:59 |                        |       |

Mark Knopfler · John Illsley
Guy Fletcher · Alan Clark · David Knopfler · Pick Withers · Hal Lindes · Terry Williams · Jack Sonni